# Laufey (Sängerin)

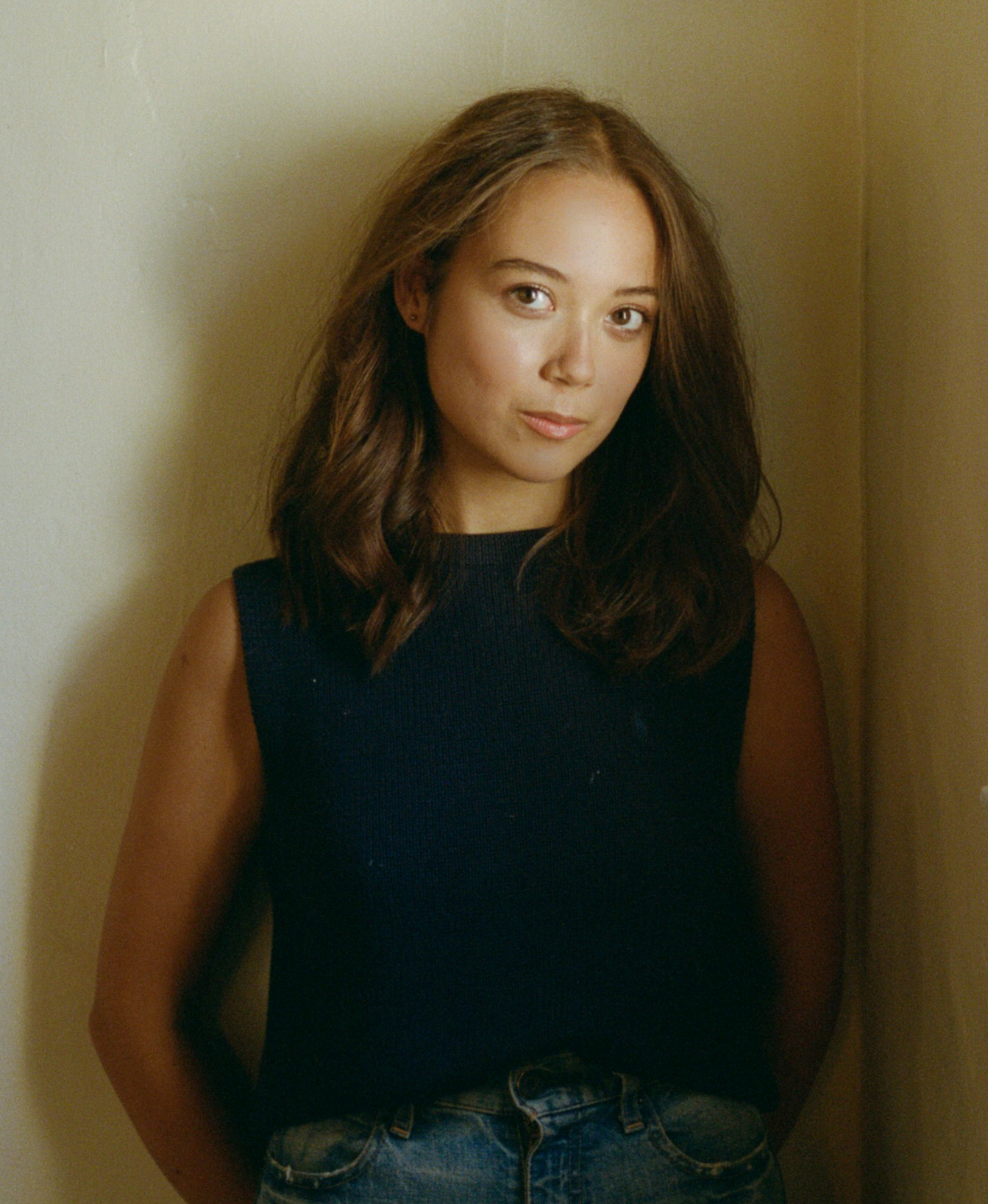
Laufey (2021)

Laufey Lín Jónsdóttir (Aussprache auf Isländisch: [ˈlœiːvei ˈliːn ˈjounstouhtɪr̥]; * 23. April 1999), bekannt unter ihrem Vornamen Laufey, ist eine isländische Musikerin (Gesang, Cello, Gitarre, Klavier) mit chinesischen Wurzeln.

## Leben
Laufeys Vater ist Isländer, und ihre Mutter ist Chinesin aus Guangzhou. Ihre Mutter ist klassische Geigerin, und ihr mütterlicher Großvater, Lin Yaoji, war ein Geigenpädagoge am Zentralen Konservatorium für Musik in China, was Laufey teilweise als Inspiration für ihre Liebe zur Musik nennt. Sie hat eine eineiige Zwillingsschwester namens Júnía Lín Jónsdóttir, die ebenfalls Geigerin ist und als ihre Kreativdirektorin fungiert. Laufey lebte zwei Jahre in Washington, D.C., bevor sie 2008 nach Reykjavík zurückkehrte und dort die Háteigsskóli besuchte. Sie begann im Alter von vier Jahren Klavier zu lernen und im Alter von acht Jahren Cello zu spielen. 2018 schloss sie das Reykjavík College of Music ab, wo sie auch Gesang studierte. Ihre Kindheit verbrachte sie abwechselnd in Reykjavík und Washington, D.C., sowie bei Besuchen in Peking.

## Karriere
Laufey studierte Musik am Berklee College of Music.
Im Alter von 15 Jahren trat Laufey als Solistin mit dem Isländischen Symphonieorchester auf. Sie war Finalistin bei der 2014er Ausgabe von Ísland Got Talent und Halbfinalistin bei The Voice Iceland im folgenden Jahr. 2021 veröffentlichte sie ihre Debüt-EP Typical of Me und schloss ihr Studium am Berklee College of Music in Boston ab. Ihr Debütalbum Everything I Know About Love (2022) erreichte die Charts in Island und den Vereinigten Staaten. Das Nachfolgealbum Bewitched (2023) gewann bei den 66. Grammy Awards (2024) den Preis für das beste traditionelle Pop-Gesangsalbum. Die Single „From the Start“ aus dem Album erzielte moderaten Charterfolg in Kanada, Neuseeland und dem Vereinigten Königreich.
Ihre Debüt-EP Typical of Me erschien 2021. Diese stellte sie auch bei Jimmy Kimmel Live! vor. Ihr erstes Album, Everything I Know About Love, erschien im August 2022. Ihren Stil beschreibt sie als „modernen Jazz“.
Nach Abruf-Zahlen des Streaming-Anbieters Spotify stellte Laufeys Album "Bewitched" (2023) einen neuen Rekord für das beste Debüt eines Jazzalbums in der Geschichte von Spotify auf.
Laufey lebt in Los Angeles.

## Diskografie

### Studioalben
- 2022: Everything I Know About Love
- 2023: Bewitched
- 2023: A Night At The Symphony

### EPs
- 2021: Typical of Me
- 2022: The Reykjavík Sessions
- 2023: Christmas with You (mit Norah Jones)
- 2024: A Very Laufey Holiday

### Singles
- 2020: Street by Street
- 2020: Someone New
- 2021: Best Friend
- 2021: Let You Break My Heart Again (mit dem Philharmonia Orchestra, US: Gold)
- 2021: Love Flew Away (mit Adam Melchor)
- 2021: Love To Keep Me Warm (mit Dodie)
- 2022: Valentine (US: Gold)
- 2022: Everything I Know About Love
- 2022: Fragile
- 2022: Dear Soulmate
- 2022: Falling Behind (US: Platin)
- 2022: Ain’t Christmas (Alexander 23 mit Laufey)
- 2022: The Christmas Waltz
- 2023: Valentine (Live at the Symphony) (mit dem Isländischen Sinfonieorchester)
- 2023: From The Start (US: ×2Doppelplatin )
- 2023: Promise (US: Gold)
- 2023: Bewitched
- 2023: California and Me (mit dem Philharmonia Orchestra)
- 2023: A Night to Remember (mit Beabadoobee)
- 2023: Christmas Dreaming
- 2023: Winter Wonderland

## Auszeichnungen für Musikverkäufe
| Goldene Schallplatte - Australien - 2024: für die Single Falling Behind - 2024: für die Single Let You Break My Heart Again - 2024: für die Single Valentine - Neuseeland - 2025: für das Album Bewitched | Platin-Schallplatte - Australien - 2024: für die Single From The Start - Kanada - 2024: für die Single From The Start |

| Land/RegionAuszeichnungen für Musikverkäufe (Land/Region, Auszeichnungen, Verkäufe, Quellen) | Silber     | Gold     | Platin     | Verkäufe  | Quellen          |
| -------------------------------------------------------------------------------------------- | ---------- | -------- | ---------- | --------- | ---------------- |
| Australien (ARIA)                                                                            | —          | 3× Gold3 | Platin1    | 175.000   | aria.com.au      |
| Kanada (MC)                                                                                  | —          | —        | Platin1    | 80.000    | musiccanada.com  |
| Neuseeland (RMNZ)                                                                            | —          | Gold1    | —          | 7.500     | radioscope.co.nz |
| Vereinigte Staaten (RIAA)                                                                    | —          | 4× Gold4 | 3× Platin3 | 5.000.000 | riaa.com         |
| Vereinigtes Königreich (BPI)                                                                 | 3× Silber3 | —        | —          | 460.000   | bpi.co.uk        |
| Insgesamt                                                                                    | 3× Silber3 | 8× Gold8 | 5× Platin5 |           |                  |